# 남색
남색(Indigo, 문화어: 람색; 藍色)은 파란색 계열의 색상이다. 이 색은 파란색과 보라색의 명도를 낮게 한 것이다.

## 문화

### 국기
- 아래의 색들은 정확히 짙은 파랑에 해당하는 색들이다.
  - 영국, 오스트레일리아, 뉴질랜드, 카보베르데 국기의 바탕색이 이 색이다.
  - 콩고 민주 공화국의 옛 국기와 유럽 연합 기의 바탕색도 이 색이다.
  - 프랑스, 브라질, 아메리칸사모아, 차드 국기의 일부에 이 색이 사용되었다.

### 교통 수단
- 수도권 전철 1호선의 고유 색상이다.
- 2025년 3월부터 대한항공의 CI 짙은 남색이다.

### 의복
- 총각이나 갓 결혼한 남자들이 입는 한복의 조끼와 마고자에 사용된다.
- 전통적으로 유카타의 색상은 남색이다.
- 대한민국 공군의 약복 (병의 경우 정복)은 남색이다.

### 스포츠

#### 야구
- KBO 리그 두산 베어스, 롯데 자이언츠의 원정 유니폼 상의 색상이며 삼성 라이온즈의 일요일 홈 유니폼 색상이다.

메이저 리그 베이스볼 뉴욕 양키스, 뉴욕 메츠의 유니폼 색상이다.

#### 축구
- 아르헨티나는 어웨이 유니폼에 남색과 파란색을 번갈아 사용한다.
- 캄보디아 선수들은 남색 유니폼을 주로 입는다.

### 아이돌 풍선색
- 티맥스엘리
- 빅스
- 펜타곤

## 같이 보기
- 인디고 (염료)